# Herència paradominant
L'herència paradominant és un defecte genètic, letal pels individus homozigots en aquell gen concret. Els heterozigots seran portadors de la malaltia però no n'estaran afectes. La malaltia es presentarà en aquells individus que perdin l'heterogenicitat amb una mutació somàtica durant l'embriogènesis. En aquests individus, només l'àrea de pell formada a partir de la cèl·lula homocigota presentarà la malaltia.